# رفائيل زالديفار
رفائيل زالديفار (بالإسبانية: Rafael Zaldívar) (و. 1834 – 1903 م) هو سياسي من السلفادور .